# Crab de cocotier
Crabul de cocotier (Birgus latro), numit și crabul de nucă de cocos sau crabul hoț, este o specie din familia Paguroidea și cel mai mare artropod terestru din lume, care poate crește până la 1 m de lățime și la o greutate până la 4,1 kg. Crabul de cocotier se poate găsi pe insulele din Oceanul Indian, în părți ale Oceanului Pacific până la Insulele Gambier, Insulele Pitcairn și Insula Carolina, similar cu distribuția cocotierului; a fost extirpat din majoritatea zonelor cu o populație umană semnificativă, inclusiv din Australia continentală și Madagascar.
Crabul de cocotier este singura specie din genul Birgus și este înrudit cu ceilalți crabi tereștri din genul Coenobita. Acest crab prezintă o serie de adaptări la viața de pe uscat. Crabii de cocotier juvenili folosesc cochilii de gasteropode goale pentru protecție, dar adulții dezvoltă un exoschelet dur pe abdomen și nu mai au nevoie de cochilii. Crabii de nucă de cocos au organe cunoscute sub numele de plămâni branchiostegali, pe care le folosesc pentru respirație în locul branhiilor vestigiale. După etapa juvenilă, crabii de cocotier se pot îneca dacă stau în apă prea mult timp. Au un simț acut al mirosului pe care îl folosesc pentru a găsi potențiale surse de hrană și care s-a dezvoltat convergent cu cel al insectelor.
Crabii de cocotier adulți se hrănesc în primul rând cu fructe, nuci, semințe și miezul copacilor căzuți, dar pot mânca carne și alte materii organice în mod oportunist. Orice obiect lăsat nesupravegheat pe pământ, inclusiv obiecte strălucitoare precum tacâmuri și recipiente metalice, este considerat o sursă potențială de hrană, pe care acești crabi îl vor investiga și îl vor duce altundeva  – obținând astfel denumirea alternativă de „crab hoț”, numele binom reflectând acest comportament (din latinescul latro, „hoț”).
Specia este asociată în mod popular cu cocotierul, dar nucile de cocos nu reprezintă o parte semnificativă a dietei sale. Deși trăiește într-o vizuină, crabul este filmat uneori în documentare cățărându-se în copaci Pandanus și cocotieri. Nicio filmare nu arată un astfel de crab culegând selectiv fructe de nucă de cocos, deși ar putea disloca fructele coapte căzute pe jos. Cățăratul este o cale de fugă imediată (dacă crabul se găsește prea departe de vizuină) pentru a evita prădarea de către păsările marine mari (când crabii sunt tineri) sau de către oameni, sau canibalismul (la orice vârstă) de către crabii mai mari și mai bătrâni.

## Descriere

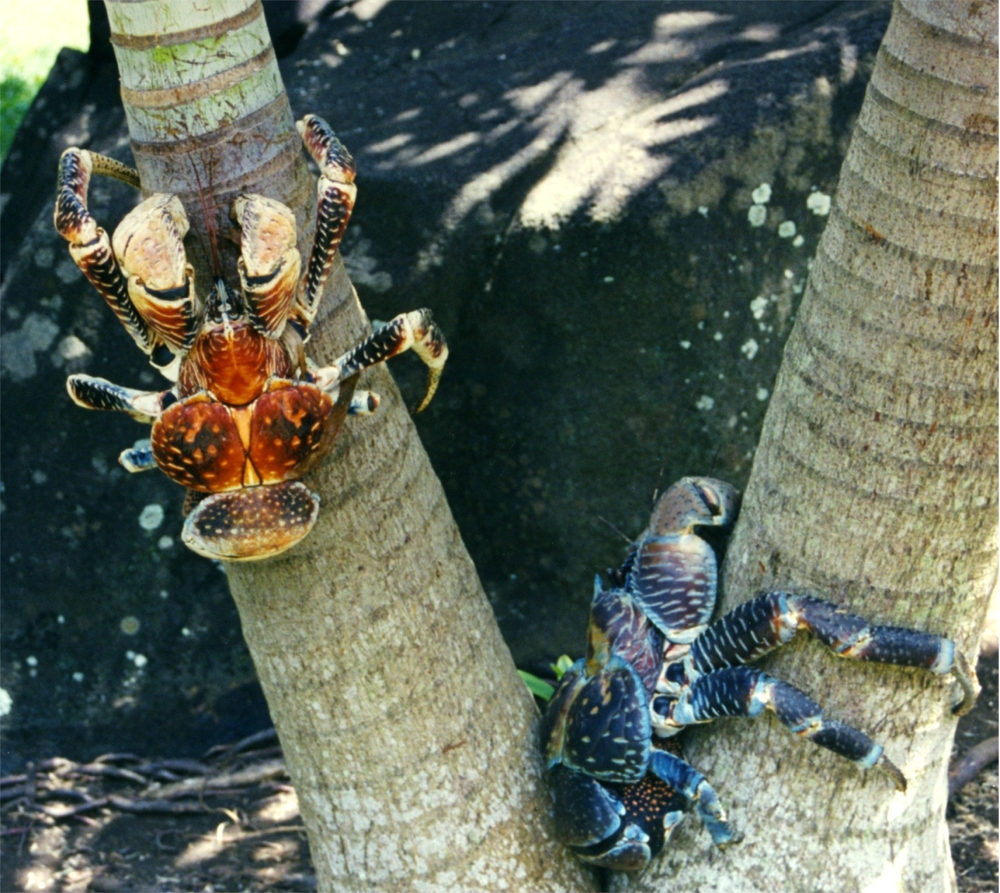
Crabii de cocotier variază ca mărime și culoare.

B. latro este cel mai mare artropod terestru și, prin urmare, nevertebrat terestru din lume; rapoartele despre dimensiunea sa variază, dar majoritatea surselor oferă o lungime a corpului de până la 40 cm, o greutate de până la 4,1 kg și o lungime a piciorului mai mare de 0,91 m, masculii fiind în general mai mari decât femelele. Carapacea poate atinge o lungime de 78 mm și o lățime de până la 200 mm.
Corpul crabului de cocotier este, ca și cel al tuturor decapodelor, împărțit într-o secțiune frontală (prosoma), care are 10 picioare, și un abdomen. Cea mai din față pereche de picioare are niște chele mari, cea din stângă fiind mai mare decât cea dreaptă. Următoarele două perechi, ca și în cazul altor crabi din familia Paguroidea, sunt picioare mari și puternice, cu vârfuri ascuțite, care le permit crabilor să se cațere pe suprafețe verticale. A patra pereche de picioare este mai mică, capătul acestora fiind asemănătoare unei pensete, permițând crabii de cocotier juvenili să prindă si să transporte pentru protecție interiorul unei cochilii sau al unei coji de nucă de cocos; adulții folosesc această pereche pentru mers și cățărat. Ultima pereche de picioare este foarte mică și este folosită de femele pentru a-și îngriji ouăle și de masculi la împerechere. Această ultimă pereche de picioare este de obicei ținută în interiorul carapacei, în cavitatea care conține organele de respirație. Există unele diferențe de culoare între animalele găsite pe diferite insule, variind de la roșu portocaliu la albastru purpuriu; în majoritatea regiunilor, albastrul este culoarea predominantă, dar în unele locuri, inclusiv în Seychelles, majoritatea crabilor de cocotier sunt roșii.
Deși B. latro face parte din familia Paguroidea, doar crabii tineri folosesc cochilii recuperate pentru a-și proteja abdomenul moale, iar adolescenții folosesc uneori coji de nucă de cocos sparte în acest scop. Spre deosebire de alți crabi din familia Paguroidea, crabii de cocotier adulți nu poartă cochilii, ci în schimb își întăresc terga abdominală depunând chitină și cretă. Nefiind constrânsă de limitele fizice ale vieții într-o cochilie, permite acestei specii să crească mult mai mare decât alți crabi. La fel ca majoritatea crabilor, B. latro își poate îndoi coada sub corp pentru protecție. Abdomenul întărit protejează crabul de cocotier și reduce pierderile de apă pe uscat, dar trebuie năpârlit periodic. Adulții năpresc anual, săpând o vizuină de până la 1 m lungime în care să se ascundă în timp ce sunt vulnerabili. Ei rămân în vizuina timp de 3-16 săptămâni, în funcție de mărimea animalului. De asemenea, în funcție de mărime, sunt necesare 1–3 săptămâni pentru ca exoscheletul să se întărească după năpârlire, timp în care corpul animalului este moale și rămâne ascuns pentru protecție.

### Respirație

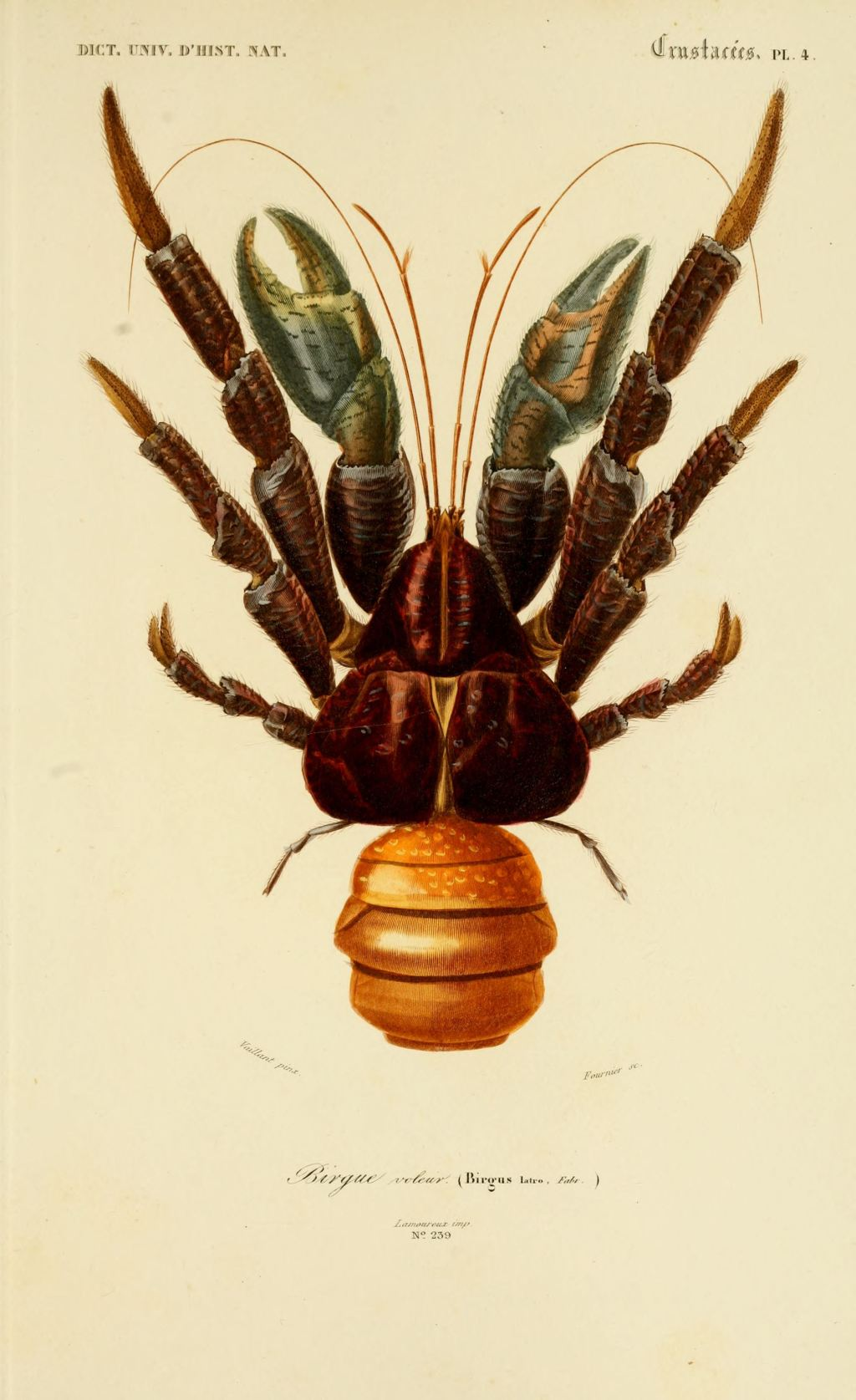
O imprimare a unui crab de cocotier în Dictionnaire d'Histoire Naturelle din 1849.

Cu excepția larvelor, crabii de nucă de cocos nu pot înota și se îneacă dacă sunt lăsați în apă mai mult de o oră. Ei folosesc un organ special numit plămân branchiostegal pentru a respira. Acest organ poate fi interpretat ca o etapă de dezvoltare între branhii și plămâni și este una dintre cele mai semnificative adaptări ale crabului de cocotier la habitatul său. Plămânul branchiostegal conține un țesut similar cu cel găsit în branhii, dar potrivit pentru absorbția oxigenului din aer, mai degrabă decât cel din apă. Acest organ este extins lateral și este evaginat pentru a crește suprafața; situat în cefalotorace, este poziționat optim pentru a reduce atât distanța de difuzie sânge/gaz cât și distanța de întoarcere a sângelui oxigenat către pericard.
Crabii de cocotier își folosesc perechea cea mai din spate și cea mai mică de picioare pentru a curăța aceste organe de respirație și pentru a le umezi cu apă. Organele au nevoie de apă pentru a funcționa corect, iar crabul de cocotier asigură acest lucru mângâindu-și picioarele umede peste țesuturile spongioase din apropiere. Crabii de cocotier pot bea apă din bălți mici, transferând-o de la chelele lor la maxilipede.
Pe lângă plămânul branchiostegal, crabul de cocotier are un set suplimentar rudimentar de branhii. Deși aceste branhii sunt comparabile ca număr cu speciile acvatice din familiile Paguridae și Diogenidae, ele au dimensiuni reduse și au o suprafață comparativ mai mică.

### Simțul mirosului
Crabul de cocotier are un simț al mirosului bine dezvoltat, pe care îl folosește pentru a-și localiza hrana. Procesul de mirosire funcționează foarte diferit în funcție de faptul că moleculele mirosite sunt molecule hidrofile în apă sau molecule hidrofobe în aer. Crabii care trăiesc în apă au organe specializate numite aesthetasc pe antene pentru a determina atât densitatea, cât și direcția unui miros. Crabii de nucă de cocos trăiesc pe uscat, așa că estetica de pe antenele lor sunt mai scurte și mai toci decât cele ale altor crabi și sunt mai asemănătoare cu cele ale insectelor.
În timp ce insectele și crabii de cocotier provin din căi evolutive diferite, aceeași nevoie de a urmări mirosurile din aer a dus la dezvoltarea unor organe remarcabil de similare. Crabii de nucă de cocos își aruncă antenele așa cum fac insectele pentru a le îmbunătăți recepția. Simțul lor olfactiv poate detecta mirosuri pe distanțe mari. Mirosurile de carne putrezită, banane și nuci de cocos, toate surse potențiale de hrană, le atrag atenția în special. Sistemul olfactiv din creierul crabului de cocotier este bine dezvoltat în comparație cu alte zone ale creierului.

## Ciclul de viață
Crabii de cocotier se împerechează frecvent și rapid pe uscat în perioada dintre luna mai până în septembrie, în special între începutul lunii iunie și sfârșitul lunii august. Masculii depun o masă de spermatofori pe abdomenul femelelor; oviductele se deschid la baza celui de-al treilea pereiopod, iar fertilizarea se crede că are loc pe suprafața externă a abdomenului, pe măsură ce ovulele trec prin masa de spermatofori.
Extrudarea ouălor are loc pe uscat în crăpături sau vizuini din apropierea țărmului. Femela își depune ouăle la scurt timp după împerechere și le lipește pe partea inferioară a abdomenului, purtând ouăle fecundate sub corp timp de câteva luni. În momentul eclozării, femela de crab de cocotier migrează spre malul mării și eliberează larvele în ocean. Crabul de cocotier își asumă un risc mare în timp ce depune ouăle, deoarece acești crabi nu pot înota: dacă un crab de cocotier este luat de apă sau merge într-o mare adâncime, greutatea sa îl face dificil, chiar imposibil, să înoate înapoi pe uscat. Depunerea ouălor are loc de obicei pe țărmurile stâncoase la amurg, mai ales atunci când aceasta coincide cu marea înaltă. Ouăle goale rămân pe corpul femelei după ce larvele au fost eliberate, iar femela mănâncă aceste ouă în câteva zile.
Larvele plutesc în zona pelagică a oceanului împreună cu alte planctonuri timp de 3-4 săptămâni, timp în care un număr mare dintre ele sunt mâncate de prădători. Larvele trec prin trei până la cinci stadii zoea înainte de năpârlirea în stadiul glaucothoe postlarvar; acest proces durează de la 25 la 33 de zile.
La atingerea stadiului de dezvoltare glaucothoe, se așează pe fund, găsesc și poartă o coajă de gasteropod de dimensiuni adecvate și migrează la țărm cu alți crabi tereștri din familia Paguroidea. În acel moment, ei vizitează uneori uscatul. Ulterior, părăsesc oceanul definitiv și își pierd capacitatea de a respira în apă. Ca și în cazul tuturor crabilor Paguroidea, ei își schimbă cochilia pe măsură ce cresc. Tinerii crabi de cocotier care nu găsesc o cochilie de mărime potrivită folosesc adesea bucăți de nucă de cocos rupte. Când își depășesc cojile, dezvoltă un abdomen întărit. Crabul de cocotier atinge maturitatea sexuală la aproximativ 5 ani de la ecloziune. Crabii de cocotier ating dimensiunea maximă abia după 40–60 de ani și cresc remarcabil de lent, iar uneori pot trece chiar 120 de ani până când crabul ajunge la dimensiunea maximă, așa cum a afirmat ecologistul Michelle Drew de la Institutul Max Planck.

## Distribuție
Crabii de cocotier trăiesc în Oceanul Indian și în Oceanul Pacific central, cu o distribuție care se potrivește îndeaproape cu cea a cocotierului. Limita vestică a distribuției acestui crab este Zanzibar, în largul coastei Tanzaniei, în timp ce Tropicele Racului și Capricornului marchează limitele nordice și, respectiv, sudice, cu foarte puțină populație în regiuni subtropicale, cum ar fi Insulele Ryukyu. Unele dovezi indică că crabul de cocotier a trăit cândva pe continentul Australiei, în Madagascar, Insula Rodrigues, Insula Paștelui, Tokelau, Insulele Marquesas și, posibil, India, dar acum este extinct în acele zone.
Insula Crăciunului din Oceanul Indian are cea mai mare și cea mai densă populație de crabi de cocotier din lume, deși este depășită numeric acolo de peste 50 de ori de crabul roșu (Gecarcoidea natalis). Alte populații din Oceanul Indian există în Seychelles, inclusiv Aldabra și Cosmoledo, dar crabul de cocotier a dispărut de pe insulele centrale. Crabii de cocotier apar pe mai multe dintre Insulele Andaman și Nicobar din Golful Bengal. Acești crabi apar pe majoritatea insulelor și atolii nordici din Arhipelagul Chagos.
În Pacific, răspândirea crabului de cocotier a devenit cunoscută treptat. Charles Darwin credea că se găsea doar pe „o singură insulă de corali la nord de Arhipelagul Societății”. Crabul de cocotier este mult mai răspândit, deși nu este abundent pe fiecare insulă din Pacific pe care o locuiește. Pe Insulele Cook există populații mari, în special Pukapuka, Suwarrow, Mangaia, Takutea, Mauke, Atiu și Insula Palmerston. Acestea sunt aproape de limita estică a zonei de răspândire a crabului, la fel ca și Insulele Line din Kiribati, unde crabul de cocotier este deosebit de frecvent pe Teraina (Insula Washington), cu pădurea sa abundentă de cocotieri. Insulele Gambier marchează limita estică a speciei.